# Урус-бей
Урус-бей (д/н — 1590) — 20-й бій Ногайської орди у 1578—1590 роках, османський бейлербей.

## Життєпис
Син Ісмаїл-бея. 1563 року після смерті батька новим беєм став його брат Дін-Ахмет, який призначив Уруса нуредіном. Поступово став очільником «антимосковської партії» мурз, що була невдаволена потакання царя волзьким й яїцьким козакам, що здійснювали набіги на їх улуси. У 1571 і 1572 роках брав участь у походах кримського хана Девлет I Ґерая проти Московського царства.
У травні 1578 роки після смерті свого брата Тінехмата Урус став новим князем (бием) Великий Ногайської Орди. Невдовзі визнав зверхність Османської імперії, яка відновило Ногайське белербейство. В цей час на Кавказі діяли османські війська підпроводом Лала Мустафи-паши. 1579 року сюди прибули війська Кримського ханства.
1580 року уклав мирну угоду з московським царем Іваном IV, який трактував її як підтвердження свого сюзеренітету над ногаями. Навесні 1581 року цар з огляду на початок облоги Пскову королем Стефаном Баторієм звернувся до Урус-бея по допомогу. У відповідь ногайці спільно зкримськими татарами сплюндрували південь Московського царства. У відповідь волзькі козаки знову стали нападати на улуси Ногайської орди
Через побоювання нових козацьких набігів Урус-бій перекочував до гирла річки Яїк. У 1582 року надав допомогу луговим черемисам, що повстали проти влади мсоковського царя.
У 1584—1585 роках Урус-відправив посольства до султана Мехмеда III і хана Ісляма II Ґерая пропонуючи спільними зусиллями відвоювати Астрахань. У 1586 році цар Федір I призначив кримського мурзу Мурад Ґерая намісником Астрахані (фактична влада належала московським воєводам). Останній перемовинами зумів домогтися замирення Урус-бея.
Але вже у наприкінці 1586 року приєднався до кримськи мурз, що поновили напати на південні землі Московського царства. У відповідб волзькі козаки побудували нову фортецю при впадінні притоки Ілек до Яїку, на озері Кош-Яїк. Урус-бій відправив на козацьку фортецю мурзу Сеїд-Ахмеда, який незабаром взяв в облогу містечко. Але через 8 днів облоги козаки змусили Сеїд-Ахмеда відступити. Восени сам Урус-бей спробувавїї захопити, але марно
Навесні 1587 цар Федір I офіційно сповістив Урус-бея, що московський уряд побудує фортеці на річках Уфі, Самарі, Увеке і Білої. Володар Ногайської орди заявив царю рішучий протест, але був зайнятий війною з волзькими козаками, і воєводи змогли приступити до будівництва фортець, не побоюючись набігів ногайців.
У 1590 році Урус-бей загинув в бою з малими ногаями. Новим беєм став його небіж Ураз Мухаммад-бей.